# Rosemarie Köhn
Pour les articles homonymes, voir Köhn.
Rosemarie Köhn, née le 20 octobre 1939 à Rathenow (Brandebourg, Allemagne) et morte le 30 octobre 2022,, est une théologienne et pasteur de l'Église de Norvège, évêque de Hamar de 1993 à 2006,.

## Biographie
Rosemarie Köhn naît en Allemagne d'un père allemand et d'une mère norvégienne. Elle émigre en Norvège avec sa mère en 1946.
Elle obtient un diplôme de théologie (cand.theol. (en)) à l'université d'Oslo en 1966,. En 1969, elle devient la sixième femme pasteur de l'Église de Norvège. Elle est professeur assistante en théologie biblique dans cette même université de 1976 à 1989, puis principale du Séminaire pratique et théologique de 1989 à 1993,. En 1977, elle publie un manuel de grammaire hébraïque.
Elle est évêque de Hamar du 20 mai 1993 au 1er novembre 2006. Elle est la première femme nommée évêque dans l'Église de Norvège, et la deuxième femme évêque luthérienne dans le monde. Durant son épiscopat, elle milite pour une Église ouverte, notamment vis-à-vis des homosexuels.
Solveig Fiske (en) lui succède comme évêque de Hamar après sa démission en 2006.

## Décoration
- Commandeur de l'ordre de Saint-Olaf. Elle est faite commandeur de l'ordre royal norvégien de Saint-Olaf par le roi Harald V en 2004.

## Ouvrages
- (no) Hebraisk grammatikk, Oslo, Universitetsforlaget, 1971 (et éditions suivantes).
- (no) Håpstreet – Roses bok, Oslo, Pax, 2002.
- (no) Gode Gud? Gudsforgiftning og gudsbilder, Oslo, Pax, 2003.
- (no) Mellom en prest og en klovn. Gode ord til livet, Oslo, Juritzen, 2008.